# Hartmut Biele
Hartmut Biele (* 9. März 1951 in Mücka; † 12. Dezember 2022 in Kodersdorf) war ein höherer Beamter des Freistaats Sachsen.
Biele hat 1973 sein Studium an der TU Dresden als Diplom-Mathematiker (FH) abgeschlossen. Danach war er als Mathematiker bzw. EDV-Organisator in Weimar, Berlin und Görlitz tätig. Von 1990 bis Juli 1994 war der bekennende Christ Landrat des Landkreises Niesky. Anschließend wurde er in den Geschäftsbereich des Sächsischen Staatsministeriums des Innern eingestellt und mit der Wahrnahme der Aufgaben des Regierungsvizepräsidenten in Dresden beauftragt. Nachdem Biele seine 2½-jährige Probezeit erfolgreich absolviert hatte, wurde er Ende 1998 Beamter auf Lebenszeit. Im September 1999 wurde ihm schließlich das Amt des Regierungsvizepräsidenten beim Regierungspräsidium Dresden auf Dauer verliehen. Ab dem 1. Januar 2001 war Hartmut Biele Präsident des Statistischen Landesamtes in Kamenz. Am 1. Juli 2004 übernahm er die Leitung des Landesamtes für Umwelt und Geologie in Dresden.
Biele war Mitglied der CDU.